# Ostsibirien

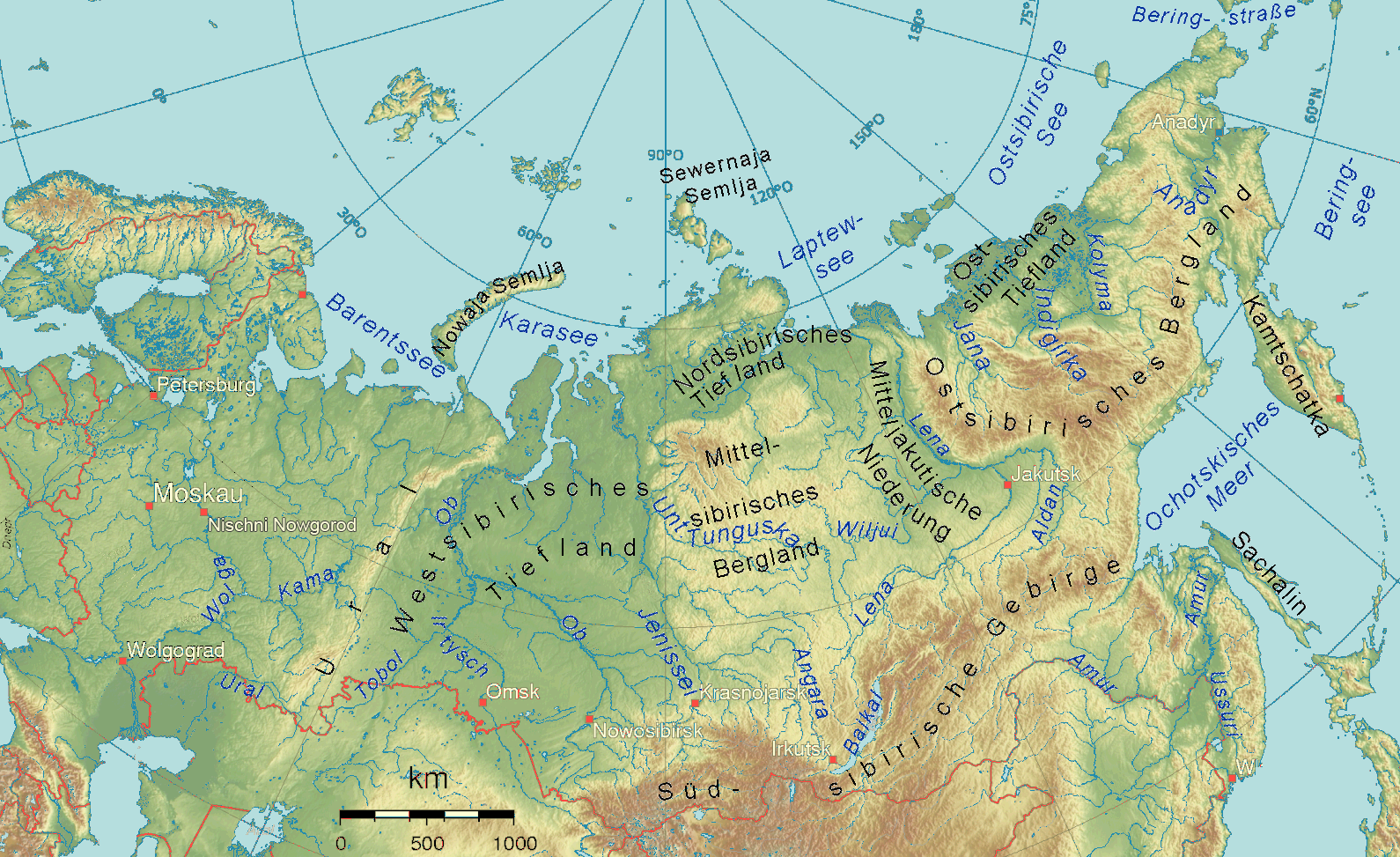
Physische Geographie Russlands

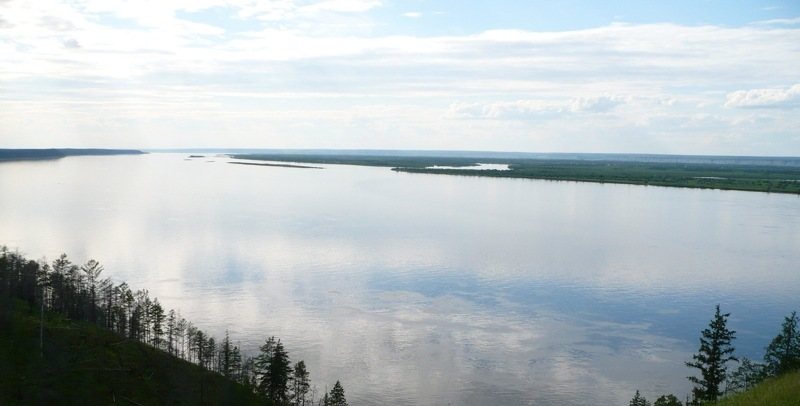
Landschaft bei Jakutsk

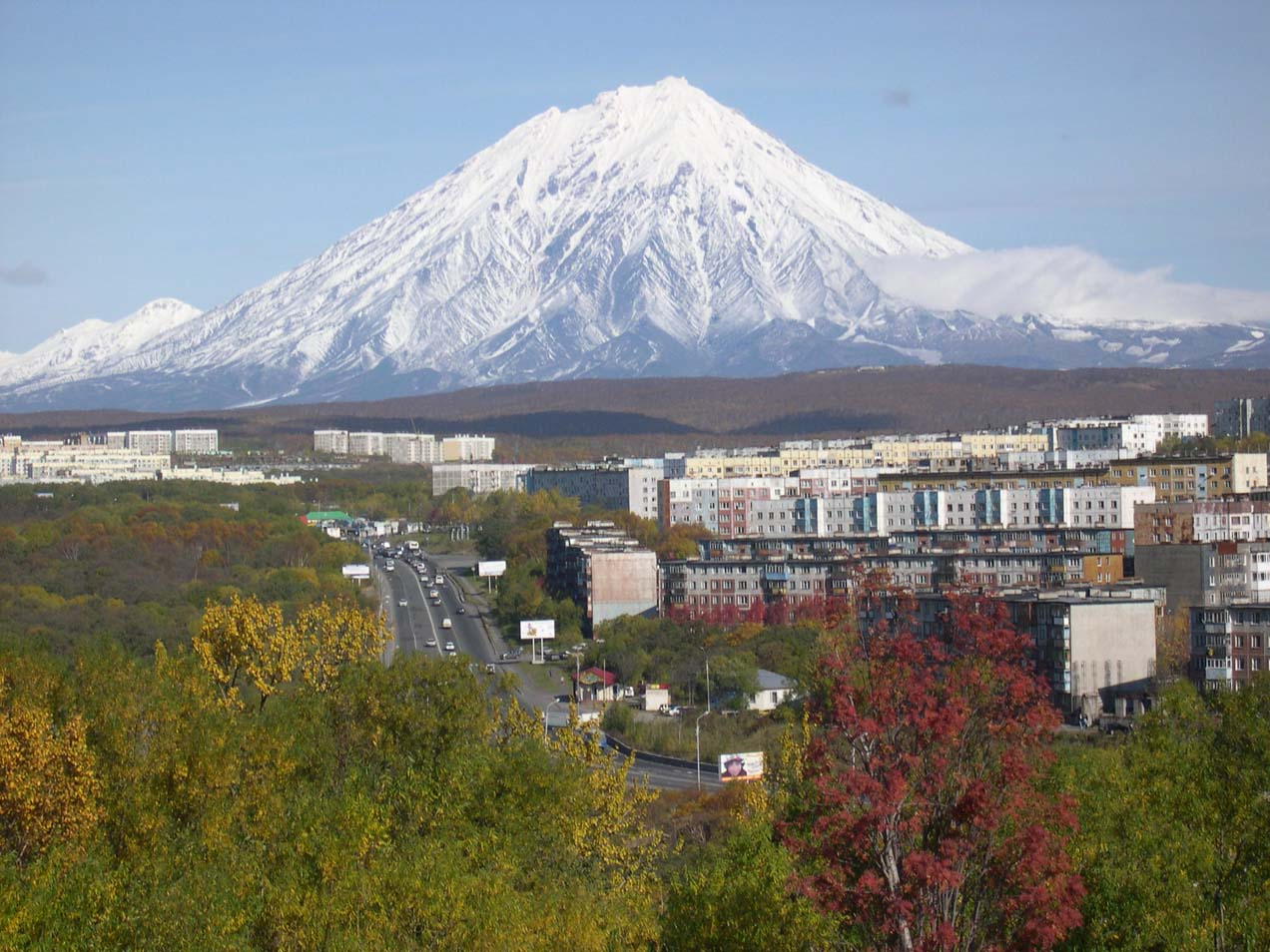
Petropawlowsk-Kamtschatski

Mit Ostsibirien wird das zumeist sehr gebirgige östliche Drittel Sibiriens bezeichnet. 
Es erstreckt sich – nördlich und südlich des Nördlichen Polarkreises – von der Lena über das Ostsibirische Bergland und das relativ kleine  Ostsibirische Tiefland bis zur Tschuktschen-Halbinsel. Letztere reicht bis zum Kap Deschnjow an der Beringstraße, die Asien von Nordamerika trennt. 
Im Norden (von der Lena-Mündung bis zur Beringstraße) grenzt Ostsibirien an die Laptewsee, die Ostsibirische See und die Tschuktschensee, die jeweils Teil des eisigen Nordpolarmeers sind. Im Osten grenzt es an das Beringmeer, ebenso im Südosten, falls die riesige Halbinsel Kamtschatka – die „Halbinsel der Vulkane“ – zu Sibirien gezählt wird. Die Südküste Ostsibiriens bildet das Ochotskische Meer, das ein isoliertes Randmeer des Pazifiks ist.
Die südlichen Gebiete von „Russisch Fernost“ zwischen dem Oblast Amur, Wladiwostok und der Insel Sachalin zählen jedoch nicht mehr zu Sibirien.
Ostsibirien deckt sich im Wesentlichen mit dem Ostsibirischen Bergland. In diesem nur schwach besiedelten Gebiet leben viele kleine, auch tungusische, turkische und paläosibirische Minderheiten, deren Bezirke teilweise eine gewisse Autonomie erhielten. Verwaltungsmäßig entfällt die bei weitem größte Fläche auf die Republik Sacha (Jakutien), während die Oblast Magadan, die Region Kamtschatka und der autonome Kreis der Tschuktschen zusammen etwa 30 % ausmachen.
Die größten Städte in Ostsibirien sind Jakutsk, Petropawlowsk-Kamtschatski und Magadan. Keine von ihnen hat mehr als 400.000 Einwohner.